# Slobodan Miletić
Slobodan Miletić (in serbo Слободан Милетић?; Niš, 19 agosto 1969) è un ex calciatore serbo, di ruolo centrocampista.

## Carriera

### Club
Miletić giocò nel Partizan, prima di trasferirsi al Radnički Niš. Dopo un'altra esperienza al Partizan, tornò ancora al Radnički Niš. Nel 1995, passò ai norvegesi dello Start. Esordì nell'Eliteserien il 22 aprile, subentrando a Vetle Andersen nella sconfitta per 3-1 sul campo del Lillestrøm. Il 30 aprile realizzò la prima rete, nella vittoria per 4-1 sullo Stabæk.
Conclusa questa esperienza, tornò al Radnički Niš. Militò poi nelle file dell'OFK Belgrado, per poi trasferirsi ai belgi dello RWD Molenbeek. Passò allora ai greci del Panaitolikos e poi ai connazionali del Kozani, prima di chiudere la carriera al Radnički Niš.